# ジョルジュ・ナゲルマケールス

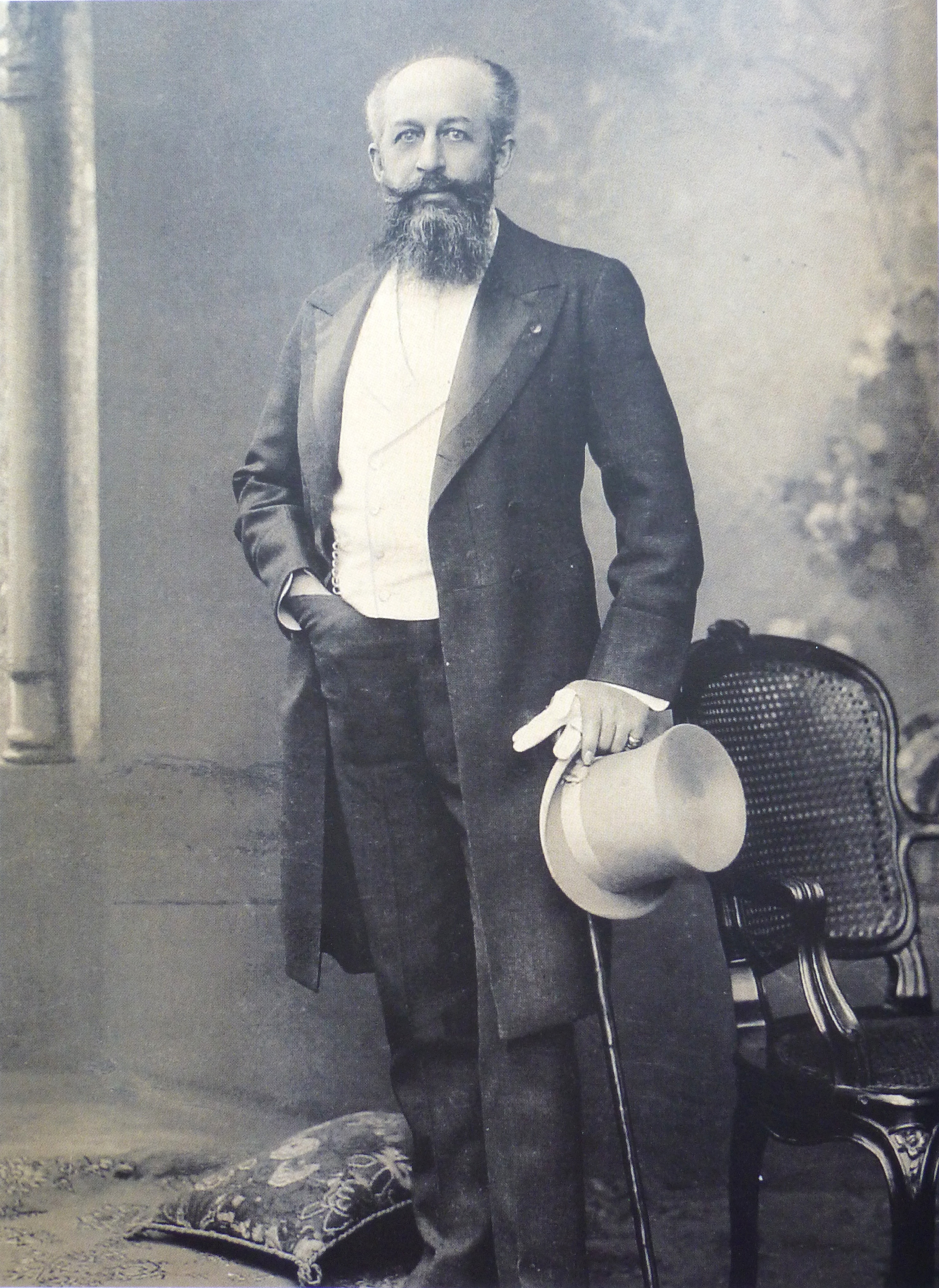
ジョルジュ・ナゲルマケールス（ナダール撮影）

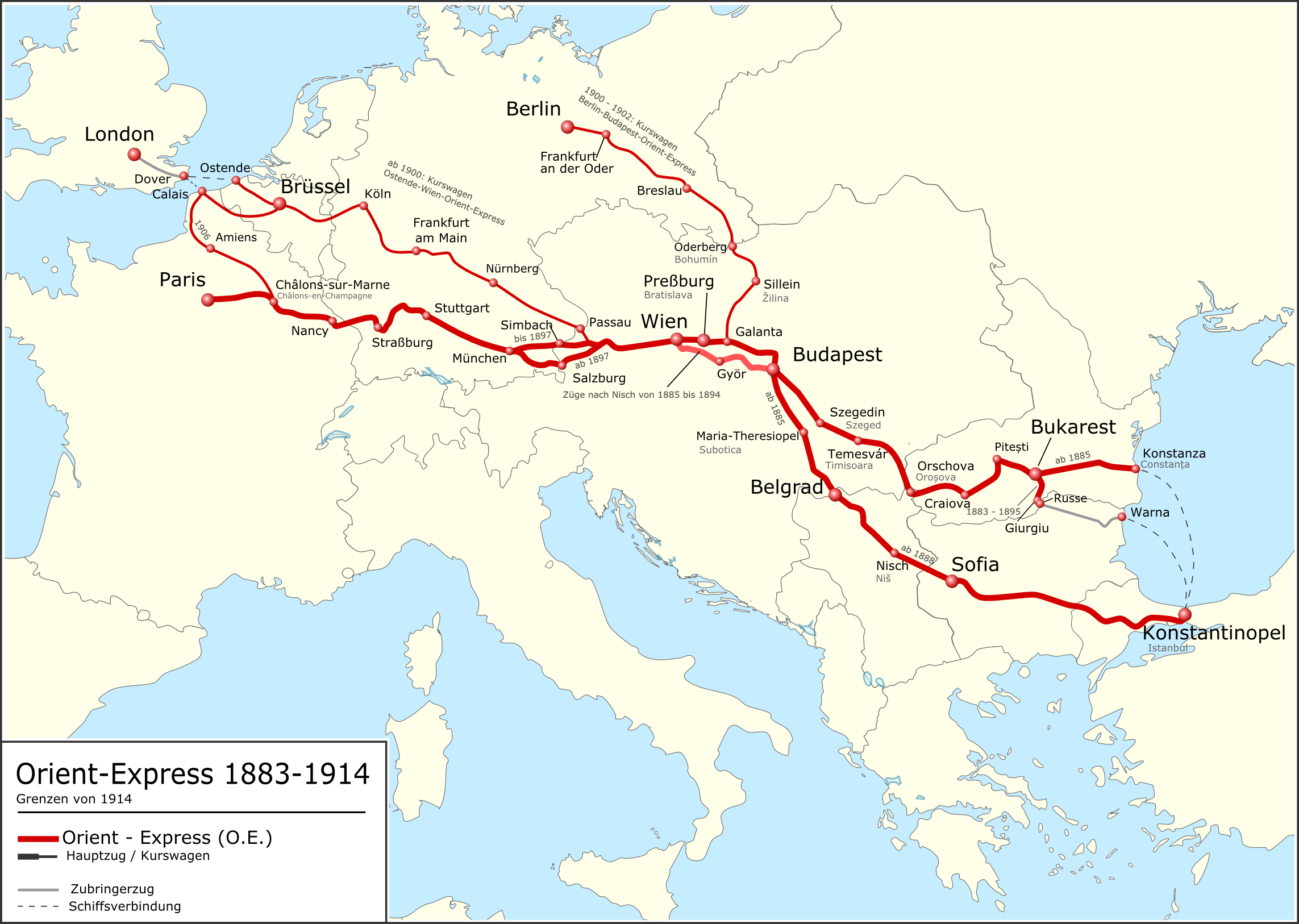
Orient Express 1883-1914

ジョルジュ・ナゲルマケールス（Georges Nagelmackers, 1845年6月24日 - 1905年8月10日）、全名ジョルジュ・ランベール・カジミール・ナゲルマケールス(Georges Lambert Casimir Nagelmackers)はベルギー出身の実業家で、国際寝台車会社の創業者である。

## 生涯
ジョルジュ・ナゲルマケールスは1845年6月24日、ベルギーのリエージュで生まれた。生家のナゲルマケールス家は、銀行業をはじめとする実業家や政治家を多く輩出してきた名家であり、父エドモン・ナゲルマケールスは王室の顧問相談役も務めていた。母ウジェニー（Eugénie Orban）もまた名門の出身であった。
ジョルジュ・ナゲルマケールスは1863年にリエージュ大学に入学し、一般産業技師養成コースを専攻した。「プロジェクトの企画立案」という科目で特に優秀な成績を修めている。
1867年、ナゲルマケールスはアメリカ合衆国への旅に出た。きっかけは失恋であった。当時ナゲルマケールスは年上の従姉と交際し、結婚を考えていたが、父親や親族に反対され諦めざるを得なかった。12月14日、彼はキュナード・ラインの汽船スコシアで出国し、年末にニューヨークに到着した。そこからバッファロー、フィラデルフィア、バルティモア、ワシントンD.C.、アトランタ、ニューオーリンズ、シカゴ、デンバー、サンフランシスコなどを巡った。当時のアメリカでは大陸横断鉄道が完成に近づいており、鉄道への関心が高まっていた。またこの頃にはジョージ・プルマンの製作した寝台車や食堂車が普及を始めており、ナゲルマケールスもこれらを利用してその快適性に感心した。こうした車両はヨーロッパにはまだ存在していなかった。
ナゲルマケールスは1869年春にベルギーに帰国した。その後一族の経営する炭鉱など3つの会社の役員を務める傍ら、プルマンの事業にヒントを得た寝台車、食堂車事業の構想を練っていた。1870年4月20日、彼は「大陸の鉄道への寝台車（ワゴン・リ）の導入計画(フランス語: Projet d'installation de wagons-lits sur les Chemins de Fer du Continent)」と題したパンフレットを発行した。この中では、当時のプルマンの寝台車が開放式寝台を備えていたのに対し、ナゲルマケールスの計画ではコンパートメント式の寝台を提案している。アメリカと比べ個人主義的傾向の強いヨーロッパ人には、このほうが受け入れられやすいと考えたものである。また各車両に車内サービス係をおき、これを列車の運行を行う鉄道会社ではなく、寝台車を保有する会社（のちの国際寝台車会社）の所属とすることも計画していた。
1870年6月にはナゲルマケールスはパリに赴き、北部鉄道や東部鉄道との交渉を始めた。同時に銀行などからの資金調達の準備も進めていた。しかし7月15日に普仏戦争が勃発したことで、こうした交渉はすべてキャンセルされてしまった。
戦争終結後、ナゲルマケールスは事業開始に向けた交渉を再開した。この時は父親を通じてベルギー国王レオポルド2世の仲介を得て、オーステンデ - ブリンディジ間をブレンナー峠経由で結ぶ郵便列車Malle des Indes（インド洋郵便列車）に寝台車を連結させる権利を獲得した。ところが1871年9月17日にフレジュス鉄道トンネルが開通したことでMalle des Indesは廃止されてしまい、寝台車運行は実現には至らなかった。

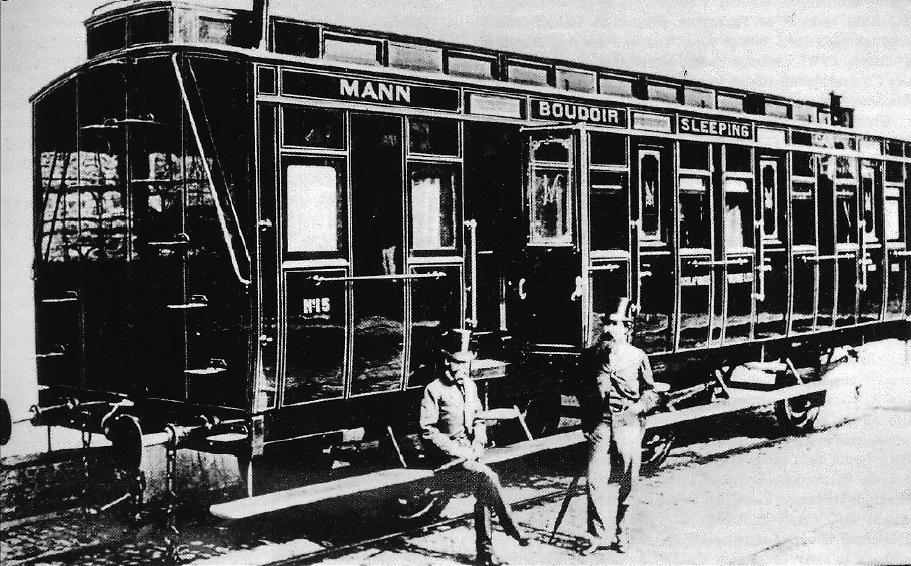
ナゲルマケールス（左）とマン

1872年には、ナゲルマケールスはパリ - ウィーン間で寝台車の運行契約を結ぶことに成功した。10月1日にはリエージュで国際寝台車会社(Compagnie Internationale des Wagons-Lits)を設立し、10月中に寝台車の試験的な運行が始まった。その後もオーステンデ - ケルン間などの契約が結ばれたが、急速な事業拡大に必要な資金が不足するようになった。そこでナゲルマケールスはロンドン在住のアメリカ人ウィリアム・ダルトン・マンと提携することにした。マンはアメリカで「ブドワール（閨房）車」と呼ばれるコンパート式寝台車を製造していたが、プルマンとの競争に敗れてイギリスに渡り、マン・ブドワール寝台車会社(Mann Boudoir Sleeping Car Company)を設立してヨーロッパでの事業展開を目論んでいた。1873年1月4日、国際寝台車会社はマン・ブドワール寝台車会社に吸収される形で合併した。この会社では社長のマンが財務を担当する一方で、鉄道会社との交渉は実績のあるナゲルマケールスが担当していた。
しかし1875年ごろになると、プルマン社が大陸ヨーロッパへの進出を本格化させる一方で、マンは事業への熱意を失い、社長職をナゲルマケールスに譲ってアメリカに帰国した。ナゲルマケールスは1876年12月4日、ブリュッセルで国際寝台車会社を設立してマン社の事業を引き継いだ。新会社にはナゲルマケールスの父や国王レオポルド2世も出資していた。
国際寝台車会社は1883年にオリエント急行の運転を始め、その後もフランス領リヴィエラ（のちのコート・ダジュール）への列車やローマ急行、南急行（パリ - リスボン）、北急行（パリ - サンクトペテルブルク）、シベリア横断急行などの列車を誕生させた。1900年のパリ万国博覧会では、シベリア横断急行の旅を再現したパノラマを製作し話題となった。
1886年ごろには、ナゲルマケールスはパリ郊外のセーヌ＝エ＝オワーズ県（現イヴリーヌ県）ヴィルプルーに土地を買って館（シャトー）を築いた。

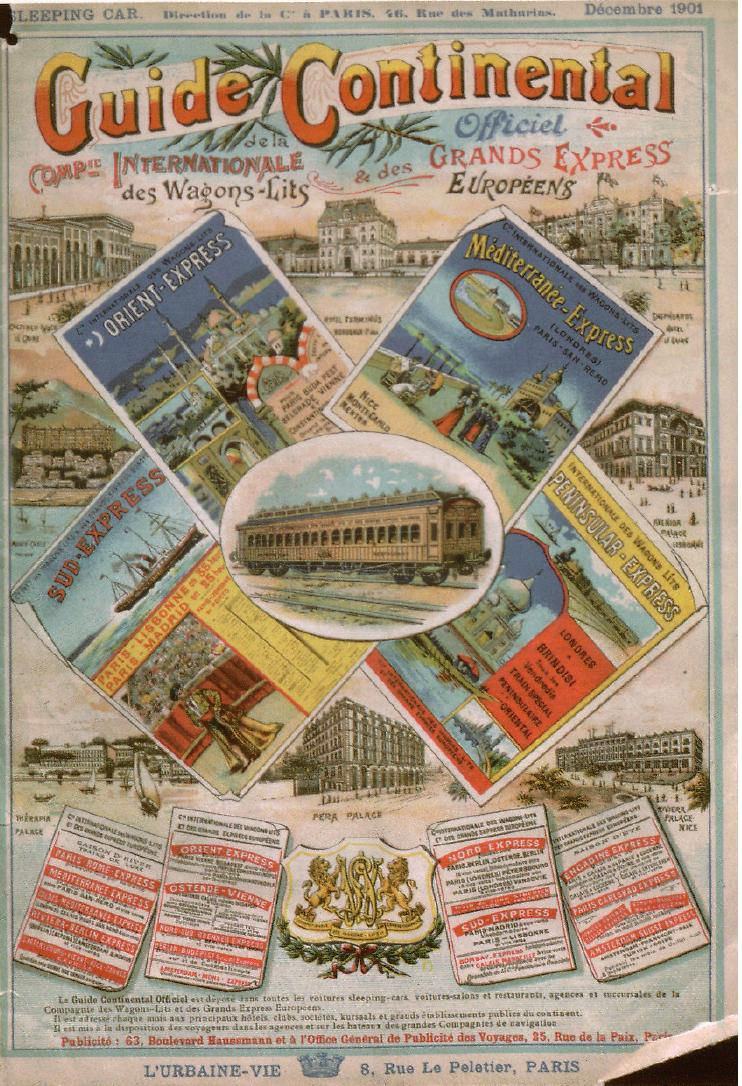
1901年の国際寝台車会社のポスター

一方、ナゲルマケールスの発案により、国際寝台車会社は子会社を通じてホテル事業にも進出し、各地に豪華ホテルを建設したが、これらの経営は赤字であった。創業以来の幹部であるナポレオン・シュレーダーなどは、ホテル業に反対していたが、ナゲルマケールスは耳を貸さなかった。またパリ万博の鉄道以外のパビリオンや飲食店、万博を機に行なった不動産賃貸なども赤字であった。
こうした状況の中、会社は1900年12月14日の取締役会において組織改革を行なった。ナゲルマケールスは社長に留まるものの、実務はブリュッセルのナポレオン・シュレーダーとパリのカミーユ・シュファール(Camille Chouffart)の二人の取締役が地域別に担うようになった。
1905年7月10日、ナゲルマケールスはヴィルプルーの館で死去した。葬儀は7月13日に行われ、その後故郷リエージュ近くのアングルールにある一族の墓地に葬られた。

## 家族
ナゲルマケールスはマルグリット・メルメ（Marguerite Mermet）と結婚し、1878年に長男ルネが誕生した。ルネ・ナゲルマケールス（René Nagelmackers）は国際寝台車会社の取締役となり、カレー・パリ・地中海急行への新型鋼製客車（青列車）の導入などの事業を手がけた。また1903年には、プルマン社英国法人の社長でありこの年から国際寝台車会社の取締役も兼ねるようになったデイヴィソン・ダルジールの長女ネリー（Helene "Nellie" Dalziel）と結婚している。

## オリンピック
スポーツ情報サイトSports-Reference.comによれば、ジョルジュ・ナゲルマケールスは1900年のパリオリンピックにおいて、馬術の「4頭立て馬車(Attelages … quatre chevaux/Four-in-Hand Mail Coach)」の種目で優勝した。ただし、このような種目が行われたこと自体が1996年まで忘れ去られていた。またパリオリンピックは万博の一部として行われており、この期間に行われたスポーツイベントのうちどれがオリンピックの公式競技であるかについて、国際オリンピック委員会は公式見解を示していない。ベルギーオリンピック委員会はナゲルマケールスをメダリストとしては記録していない。